# Alois Skoupý
Alois Skoupý (18. ledna 1931 – 30. listopadu 2012) byl československý komunistický politik.
V letech 1983–1989 byl primátorem Brna. Během jeho funkčního období byla v roce 1988 zahájena stavba Vírského oblastního vodovodu a pokračovala výstavba velkých brněnských panelových sídlišť. Od roku 1986 byl také poslancem České národní rady (do prosince 1989 též členem předsednictva ČNR), rezignoval v únoru 1990.